# 11. motorizirana strelska divizija (Nationale Volksarmee)
Za druge 11. divizije glejte 11. divizija.
11. motorizirana strelska divizija (izvirno nemško 11. Motorisierte-Schützen-Division) je bila motorizirana divizija v sestavi Nationale Volksarmee, oboroženih sil Nemške demokratične republike.

## Zgodovina
Divizija je bila ustanovljena 11. oktobra 1956 s preimenovanjem A-Volkspolizeibereitschaft Halle. Med praško pomladjo so deli divizije sodelovali pri zatrtju upora kot del 1. (sovjetske) gardne tankovske armade.
Vojna sestava naj bi štela 14.787 vojakov, medtem ko je mirnodobna sestava uradno štela 10.996 pripadnikov; dejansko je divizija imela 11.015 pripadnikov.
Med opremo in oborožitev divizije je bilo:
- 4 FROG-7 raketometi,
- 214 tankov T-55,
- 139 pehotnih bojnih vozil BMP,
- 282 oklepnih transporterjev,
- 126 artilerijskih kosov in večcevnih raketometov in
- 13 tankov-mostonosilcev.

## Organizacija
1987
- Motorisierte-Schützenregiment 16 Robert Uhrig
- Motorisierte-Schützenregiment 17 Fritz Weineck
- Motorisierte-Schützenregiment 18 Otto Schlag
- Panzerregiment 11 Otto Buchwitz
- Artillerieregiment 11 Wilhelm Koenen
- Führungsbatterie Chef Raketen/Artillerie 11
- Flak- Raketene Regiment 11 Georg Stöber
- Führungsbatterie Chef Truppenluftabwehr 11
- Raketenabteilung 11 Magnus Poser
- Geschosswerferabteilung 11
- Aufklärungsbatallion 11 Heinrich Brandes
- Pionierbatallion 11 Willi Gall
- Panzerjägerabteilung 11 Hermann Vogt
- Nachrichtenbatallion 11 Otto Brosowski
- Batallion Materielle Sicherstellung 11 Bernhard Koenen
- Instandsetzungsbatallion 11
- Batallion Chemische Abwehr 11 Erwin Hörnle
- Sanitätsbatallion 11
- Ersatzregiment 11

## Poveljstvo
Poveljnik
- Polkovnik Hermann Vogt (11. oktober 1956 - 15. avgust 1960)
- Polkovnik Hans Spallek (15. avgust 1960 - 31. avgust 1965)
- Polkovnik Erich Dirwelis (1. september 1965 - 30. junij 1969)
- Polkovnik/Generalmajor Heinz Handke (1. september 1969 - 31. avgust 1972)
- Polkovnik/Generalmajor Rudolf Magnitzke (1. september 1972 - 31. oktober 1974)
- Polkovnik Alfred Krause (1. november 1974 - 31. avgust 1977)
- Polkovnik/Generalmajor Manfred Zeh (1. september 1977 - 30. april 1984)
- Polkovnik/Generalmajor Klaus Wiegand (1. maj 1984 - 31. oktober 1986)
- Polkovnik/Generalmajor Olivier Anders (1. oktober 1986 - 31. december 1989)
- Polkovnik Reinhard Panian (1. februar 1990 - 2. oktober 1990)